# Фиолетовый жираф
«Фиолетовый жираф» (англ. Purple Giraffe) — второй эпизод первого сезона американского телесериала «Как я встретил вашу маму». Премьера состоялась 26 сентября 2005 года. Авторы сценария — Картер Бейз и Крейг Томас. Режиссёр — Памела Фрайман.

## Сюжет
После того, как Тед Мосби признался в любви Робин, он принял решение не звонить ей. Маршал решил, что он сходит по ней с ума, Тед убеждает его в обратном — говорит, что влюбился не в Робин, а в абстрактную концепцию женитьбы. Тед и Маршал встретили в баре Лили Олдрин и Робин. Они только что познакомились благодаря тому, что Лили узнала её из новостей. Тед понял, что влюбился всё-таки в Робин. Лили рассказала, что Робин заинтересована в нём, но считает его недостаточно непредсказуемым. Тед принял решение стать непредсказуемым во взаимоотношениях с Робин.
Тед увидел в новостях Робин, ведущую репортаж о ребёнке, который залез в игровой автомат, пытаясь вытащить фиолетового жирафа, и сразу побежал в то место. Он сделал вид, что случайно встретил её, и пригласил на вечеринку. Тед организовал 3 вечеринки подряд, и только в воскресенье она смогла прийти.
Робин ненароком узнала (когда Маршал ругался на Теда и требовал, чтобы тот прекратил ждать её), что вечеринки были организованы для неё. Тед отнекивался и сказал, что организовал вечеринки, чтобы свести её с Карлосом. Но когда Робин поднялась на крышу с Карлосом, Тед решил, что должен побороться за свою любовь.
На крыше Тед попросил Карлоса оставить их с Робин наедине. Они поняли, что хотят разного. Тед неохотно согласился быть друзьями, и они пошли пить пиво. Позднее Робин сказала, что поможет Теду найти «единственную».
Тем временем Лили счастлива быть обручённой, ей очень приятно её обручальное кольцо. Страсть к Маршалу становится сильнее, и это отвлекает Маршала от написания 25-страничной работы, заданной в юридическом колледже. Из-за этого, а также из-за вечеринок, Маршал написал работу в последнюю ночь и получил за неё оценку B- (4 с минусом).
Тем временем у Барни свои проблемы в отношениях. Он находит на вечеринке девушку, которая не знает никого другого на этой вечеринке — она говорит, что работает с Калосом (которого никто не знает), и предлагает Теду познакомиться с ней. Тед отказывается, и Барни решил сам общаться с ней. Барни был раздражён, когда эта девушка пришла на следующий день на вечеринку и выразила желание встречаться с Барни. Он решил, что самый лучший способ отпугнуть её — сказать: «Я думаю, что я люблю тебя!», как Тед в случае с Робин. Тем не менее, она появилась на третьей вечеринке в воскресенье.